# Vladyslav Vanat
Vladyslav Andriyovych Vanat (ucraniano: Владислав Андрійович Ванат; Kamianets-Podilski, Ucrania, 4 de enero de 2002) es un futbolista ucraniano que juega como delantero en el F. C. Dinamo de Kiev de la Liga Premier de Ucrania.

## Trayectoria
Nacido en Kamianets-Podilskyi, Vanat es canterano de las academias del DYuSSh-2 Kamianets-Podilskyi y F. C. Dinamo de Kiev.
Hizo su debut en la Liga Premier de Ucrania con el Dinamo de Kiev el 9 de mayo de 2021 contra el F. C. Kolos Kovalivka.
En julio de 2021 se fue cedido al F. C. Chornomorets Odessa para la temporada 2021. El 25 de julio hizo su debut en la liga contra el F. C. Desná Chernígov.

## Selección nacional

### Participaciones en Eurocopas
| Copa          | Sede     | Resultado    | Partidos | Goles |
| ------------- | -------- | ------------ | -------- | ----- |
| Eurocopa 2024 | Alemania | Primera fase | 1        | 0     |

## Estadísticas

### Clubes
Actualizado al último partido disputado el 25 de septiembre de 2024.
| Club                                | Div.          | Temporada     | Liga  | Liga  | Liga   | Copas nacionales | Copas nacionales | Copas nacionales | Copas internacionales | Copas internacionales | Copas internacionales | Total | Total | Total  |
| Club                                | Div.          | Temporada     | Part. | Goles | Asist. | Part.            | Goles            | Asist.           | Part.                 | Goles                 | Asist.                | Part. | Goles | Asist. |
| ----------------------------------- | ------------- | ------------- | ----- | ----- | ------ | ---------------- | ---------------- | ---------------- | --------------------- | --------------------- | --------------------- | ----- | ----- | ------ |
| F. C. Dinamo de Kiev · Ucrania      | 1.ª           | 2020-21       | 1     | 0     | 0      | 0                | 0                | 0                | 0                     | 0                     | 0                     | 1     | 0     | 0      |
| F. C. Chornomorets Odessa · Ucrania | 1.ª           | 2021-22       | 17    | 3     | 1      | 1                | 0                | 0                | —                     | —                     | —                     | 18    | 3     | 1      |
| F. C. Chornomorets Odessa · Ucrania | Total club    | Total club    | 17    | 3     | 1      | 1                | 0                | 0                | 0                     | 0                     | 0                     | 18    | 3     | 1      |
| F. C. Dinamo de Kiev · Ucrania      | 1.ª           | 2022-23       | 25    | 12    | 4      | 0                | 0                | 0                | 11                    | 1                     | 0                     | 36    | 13    | 4      |
| F. C. Dinamo de Kiev · Ucrania      | 1.ª           | 2023-24       | 27    | 14    | 7      | 0                | 0                | 0                | 3                     | 0                     | 0                     | 30    | 14    | 7      |
| F. C. Dinamo de Kiev · Ucrania      | 1.ª           | 2024-25       | 5     | 1     | 0      | 0                | 0                | 0                | 7                     | 2                     | 2                     | 12    | 3     | 2      |
| F. C. Dinamo de Kiev · Ucrania      | Total club    | Total club    | 58    | 27    | 11     | 0                | 0                | 0                | 19                    | 5                     | 2                     | 79    | 30    | 13     |
| Total carrera                       | Total carrera | Total carrera | 75    | 30    | 12     | 1                | 0                | 0                | 21                    | 3                     | 2                     | 97    | 33    | 14     |

## Palmarés

### Títulos nacionales
| Título                  | Club                 | País    | Año  |
| ----------------------- | -------------------- | ------- | ---- |
| Liga Premier de Ucrania | F. C. Dinamo de Kiev | Ucrania | 2021 |
| Liga Premier de Ucrania | F. C. Dinamo de Kiev | Ucrania | 2025 |